# Obergum

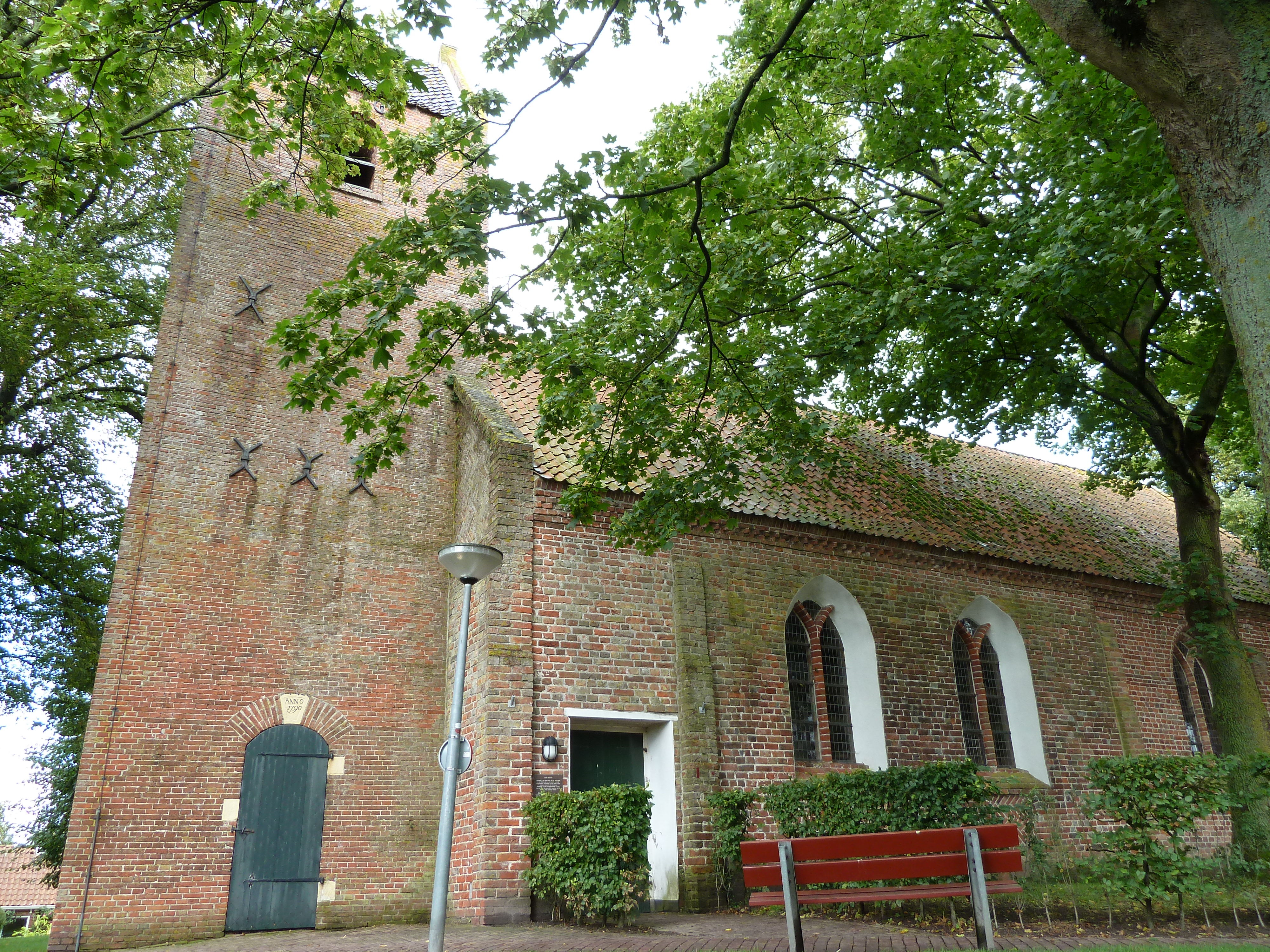
Voorzijde 13e-eeuwse kerk van Obergum (St. Nicolaaskapel). De 14e-eeuwse toren (verbouwd in 1706 en 1790, eerder met koepelgewelf) stond oorspronkelijk los. In de 15e eeuw werd de kerk verlengd naar het oosten.

Obergum is het noordelijk gedeelte van het dorp Winsum (provincie Groningen, Nederland). Van oorsprong was Obergum een zelfstandige gemeente – zelfs in een ander rechtsgebied liggend – die in 1851 met Winsum werd samengevoegd. De beide dorpen, gescheiden door het Winsumerdiep, vormen een tweelingdorp, waarvan de oude, aaneengesloten kernen beschermd dorpsgezicht zijn. 
Winsum en Obergum zijn sinds 1808 verbonden met de brug 'De Boog' (opgeblazen in 1940, maar herbouwd).
Het dorp is gegroeid op en rond een ongeveer 5 meter hoge wierde waarop de romaanse Nicolaaskerk staat. De kerk is tegenwoordig eigendom van de Stichting Oude Groninger Kerken. Rondom de wierde van Obergum is de ossengang nog grotendeels aanwezig.
De meeste oude en dichte bebouwing van het dorp (hoofdzakelijk uit de 18e (in aanzet) en 19e eeuw) bevindt zich aan zuidzijde, tegen het Winsumerdiep aan, langs de in elkaars verlengde liggende Westerstraat en Oosterstraat. Op de kruising van de Oosterstraat met de Schoolstraat ligt het hoogste punt van een tweede, lagere wierde. Hier zouden zich eind 10e eeuw ambachtslieden en handelaren hebben gevestigd bij gebrek aan ruimte aan de zuidzijde van het Winsumerdiep. De nu bebouwde vierkante verkaveling rond de kerk had in de 19e eeuw nog veelal een agrarische functie.
Ten noorden van het Hulpkanaal om Obergum, het kanaal dat door het dorp loopt, ligt de wijk Obergum-Noord, dat de bijnaam Nova Zembla (of kortweg: Nova) heeft, omdat het "er zo koud is".
Bij Obergum lagen vroeger de borgen Blauwborg en De Brake.

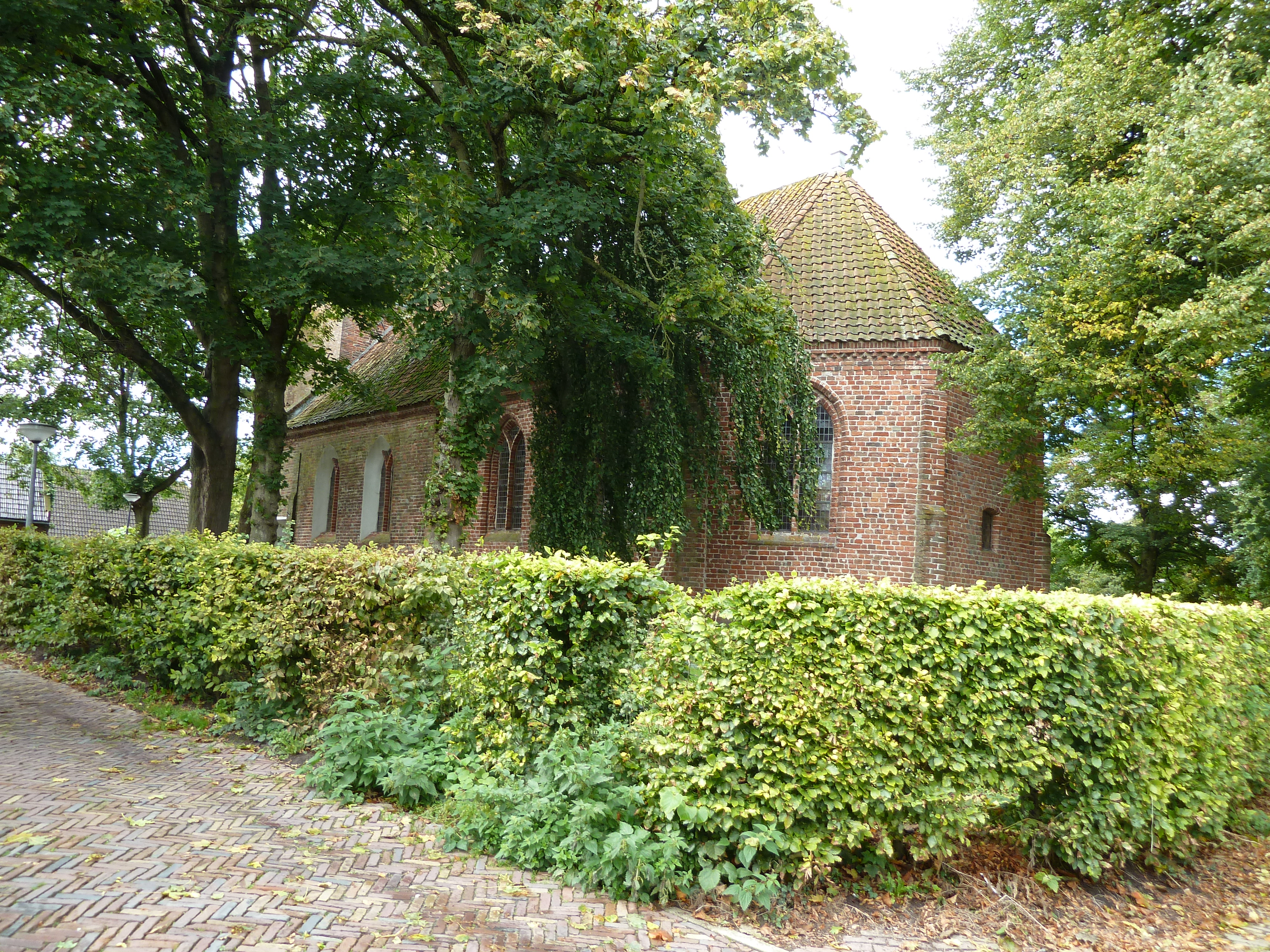
Achterzijde kerk Obergum
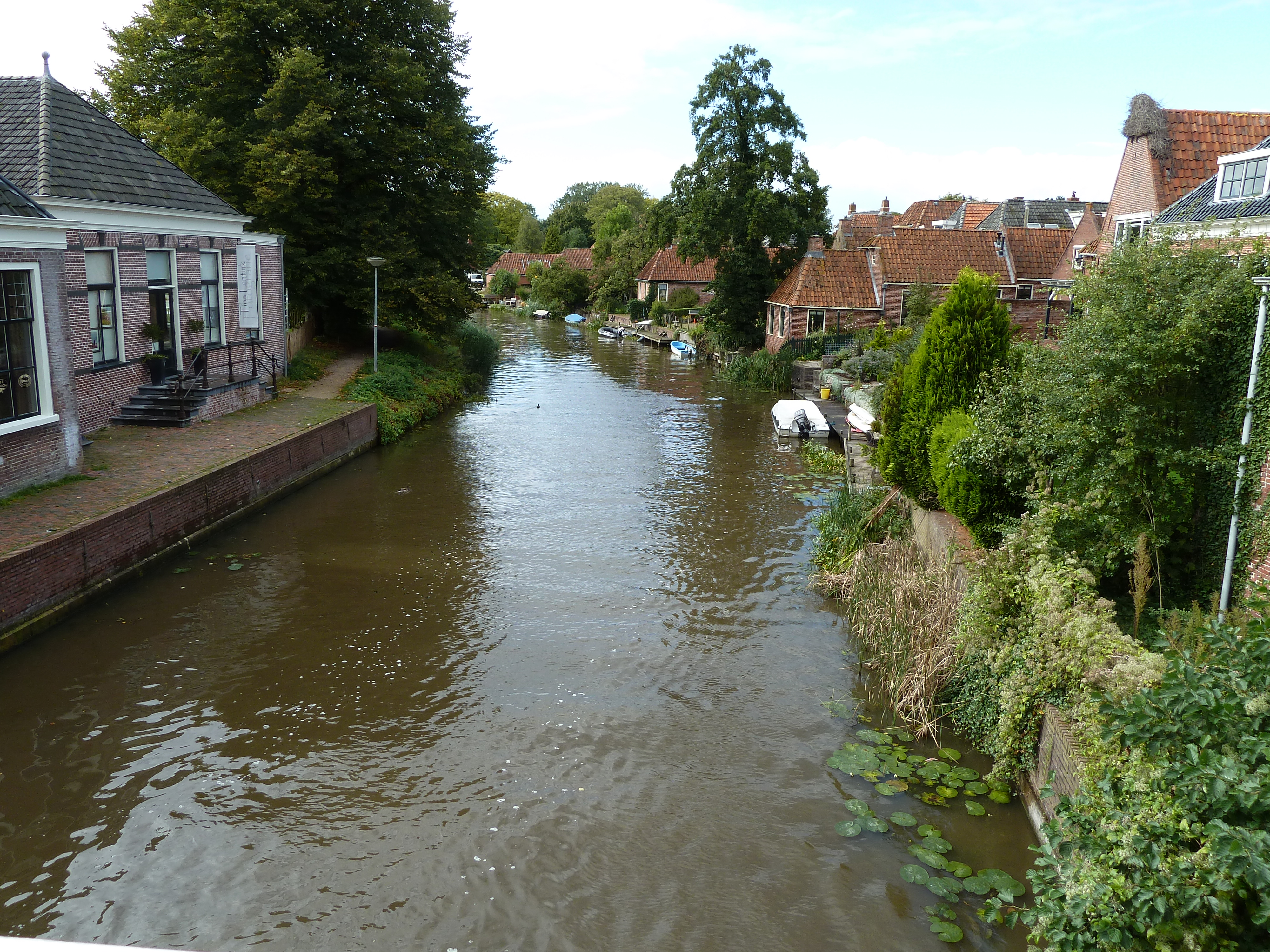
Winsumerdiep (naar westen): Rechts Obergum
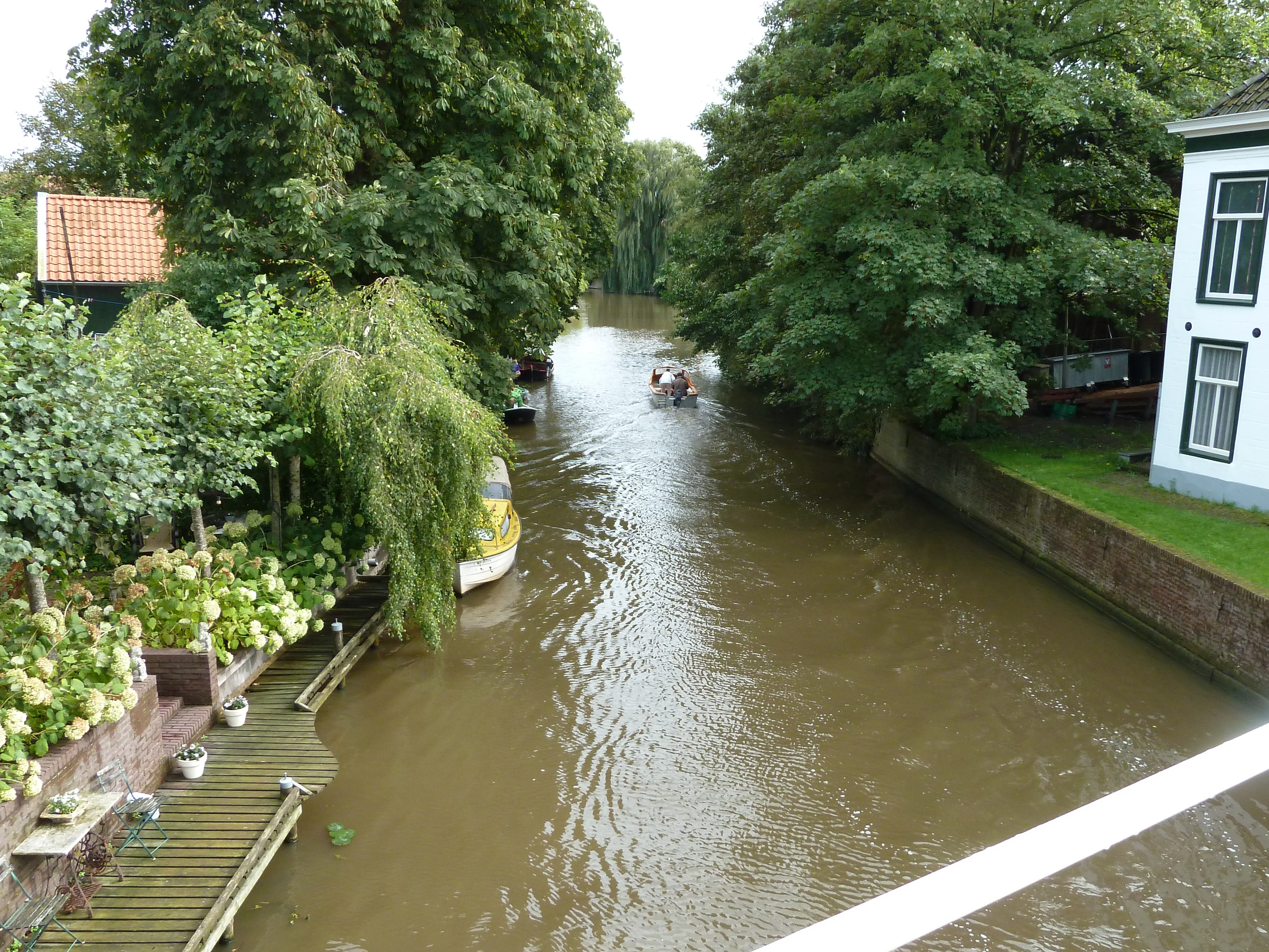
Winsumerdiep (naar oosten): Links Obergum
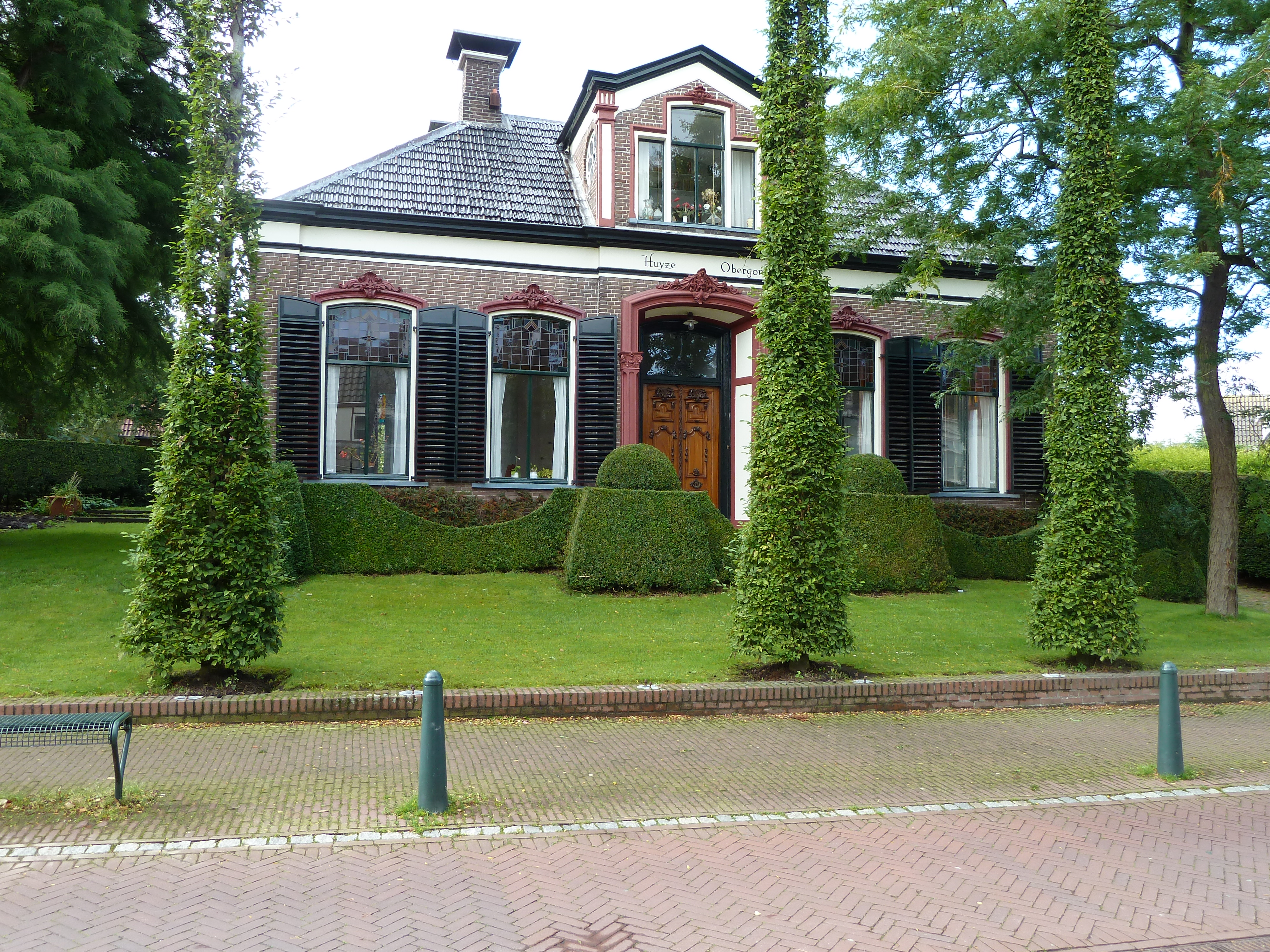
Huyze Obergon; hier huisden vroeger een spaarbank en een bibliotheek
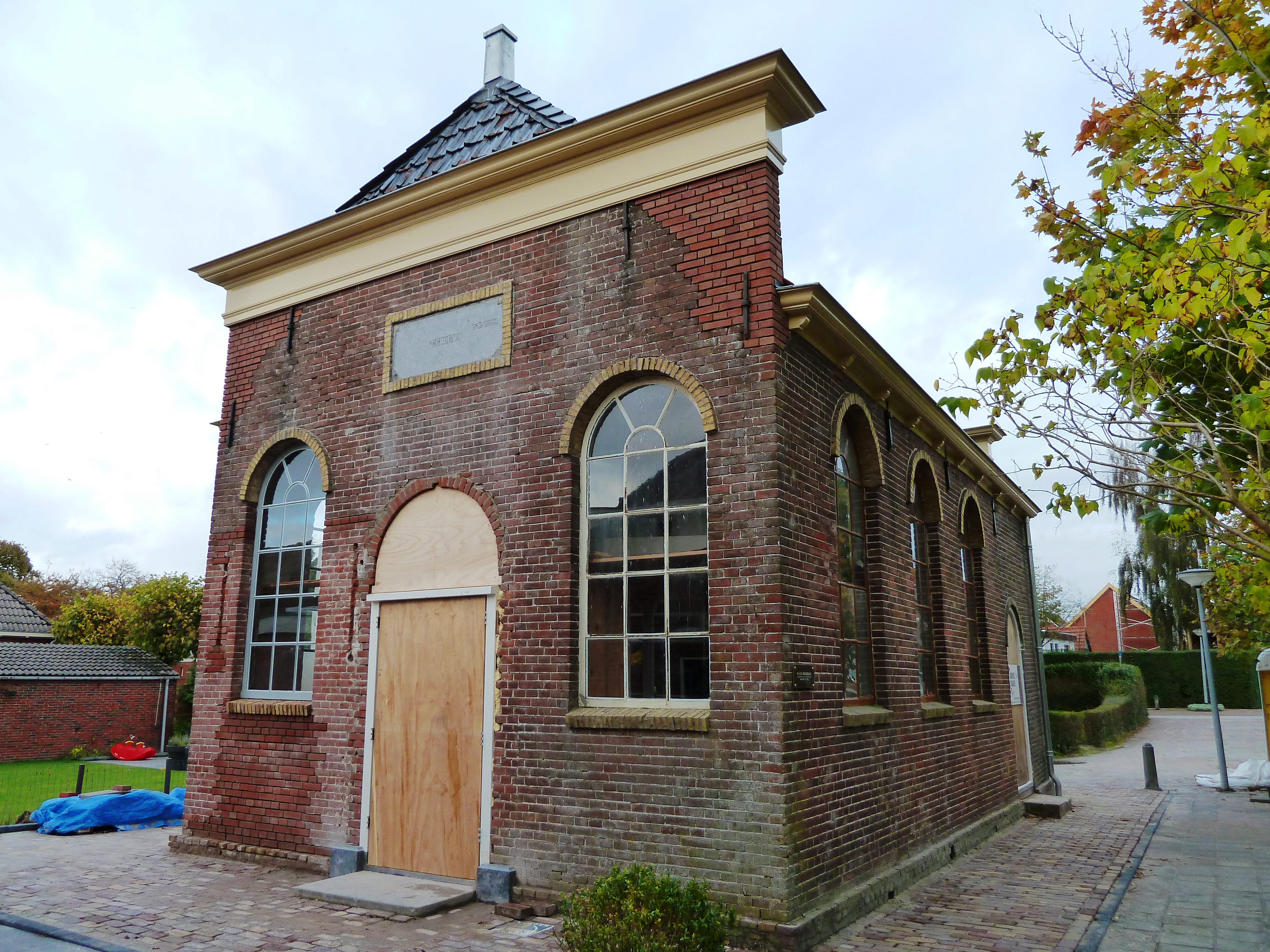
Synagoge

Hoofdplaats: Uithuizen

Dorpen: Adorp · Den Andel · Baflo · Bedum · Eenrum · Eppenhuizen · Hornhuizen · Houwerzijl · Kantens · Kloosterburen · 't Lage van de Weg · Lauwersoog · Leens · Leenstertillen · Lutjewolde · Mensingeweer · Molenrij · Niekerk · Noordwolde · Oldenzijl · Onderdendam · Onderwierum · Oosteinde · Oosternieland · Pieterburen · Rasquert · Rodewolt · Roodeschool · Rottum · Saaxumhuizen · Sauwerd · Startenhuizen (deels) · Stitswerd · Tinallinge · Uithuizermeeden · Ulrum · Usquert · Vliedorp · Vierhuizen · Warffum · Warfhuizen · Wehe-den Hoorn · Westerdijkshorn · Westernieland · Wetsinge · Winsum · Zandeweer · Zoutkamp · Zuidwolde · Zuurdijk

Buurtschappen, gehuchten, wierden en buurten: 1e Nijhoezen · 2e Nijhoezen · 't Aagt · Abbeweer · Alinghuizen · Arwerd · Barnegaten · Bellingeweer · Bethlehem · Beusum · Bokum · Breede · Broek · Het Bultje · De Dingen · De Raken · De Vennen · Den Haver · Deikum · Doodstil · Douwen · Duisterwinkel · Eelswerd · Eemshaven · Elens · Ellerhuizen · Ernstheem · Ewer · Grijssloot · Groot Maarslag · Groot Wetsinge · De Haar · Hammeland · Den Hander · Harssens · Hefswal · Hekkum · Helwerd · Heuvelderij · Hiddingezijl · Holwinde · De Hoogte · De Horn · De Houw · 't Houweel · De Hucht · Kaakhorn · Katershorn · Kattenburg · Klei · Kleine Huisjes · Klein Garnwerd · Klein Maarslag · Klein Wetsinge · Kolham · Koningslaagte · Koningsoord · De Knijp · Kruisweg · Lutje Marne · Lutke Saaxum · Maarhuizen · (Marnehuizen) · Menkeweer · Menneweer · Midhalm · Midhuizen · Mollenhuizen · Nijenklooster · Noordpolder · Noordpolderzijl · Obergum · Oldenzijl · Oldorp · Oosterhorn · Oosterhuizen (Eenrum) · Oosterhuizen (Zuidwolde) · Oudedijk · Oudeschip · Paapstil · Panser · Plattenburg · Polen · Ranum · Reidland · Roodehaan · Schapehals · Schaphalsterzijl · Schilligeham · Schouwen · Schouwerzijl · Sint Annerhuisjes · 't Stort · De Streek · Takkebos · Ter Laan · Tijum · Valcum · Valom · Wadwerd · Walsweer · Westerhorn (De Marne) · Westerhorn (Hogeland) · Westerklooster · Westpolder · Wierhuizen · Wierum · 't Wildeveld · Willemsstreek · Zevenhuizen